# روبي موراي
روبي موراي (بالإنجليزية: Robbie Murray)‏ مواليد 18 أغسطس 1976 في دبلن، هو ملاكم أيرلندي يصنف ضمن فئة وزن الوسط بدأ مسيرته الاحترافية سنة 2001.

## إحصائيات
خاض خلال مسيرته 6 نزالا، فاز في 6 ولم يتعادل ولم يخسر. فاز بالضربة القاضية في 1 نزالا.

## روابط خارجية
- روبي موراي على موقع بوكس ريك (الإنجليزية) (registration required)